# Kendall, Quận Lafayette, Wisconsin
Kendall là một thị trấn thuộc quận Lafayette, tiểu bang Wisconsin, Hoa Kỳ. Năm 2010, dân số của thị trấn này là 441 người.